# A Contracorriente
A Contracorriente és el segon àlbum d'estudi de la banda espanyola El Canto del Loco, publicat l'1 de març de 2002 a Espanya. Va ser el primer que va produir Nigel Walker i va suposar una evolució dins el grup; va ser qualificat com un àlbum més madur i amb tocs rumbers. Se'n van vendre més de 155.000 còpies. Els singles extrets d'aquest CD van ser: A contracorriente, Son sueños, Puede ser, Crash i Contigo.

## Llista de cançons
El disc estava format per 12 cançons, entre les quals, una comptava amb la col·laboració de la cantant Amaia Montero que, en aquell temps, era vocalista de el grup basc La Oreja de Van Gogh. La cançó Crash era una versió de la cançó homònima del grup The Primitives.
1. Son sueños	 3:52
2. Preguntas	 3:23
3. Vámonos	 2:43
4. Puede ser (amb Amaia Montero) 3:00
5. A contracorriente	3:01
6. Una salida	 3:02
7. Contigo	 3:32
8. Tremendo	 2:58
9. Súper héroe	 3:06
10. Para siempre	 3:20
11. Crash	 2:29
12. Aquellos años locos	2:21